# Venussneeuw

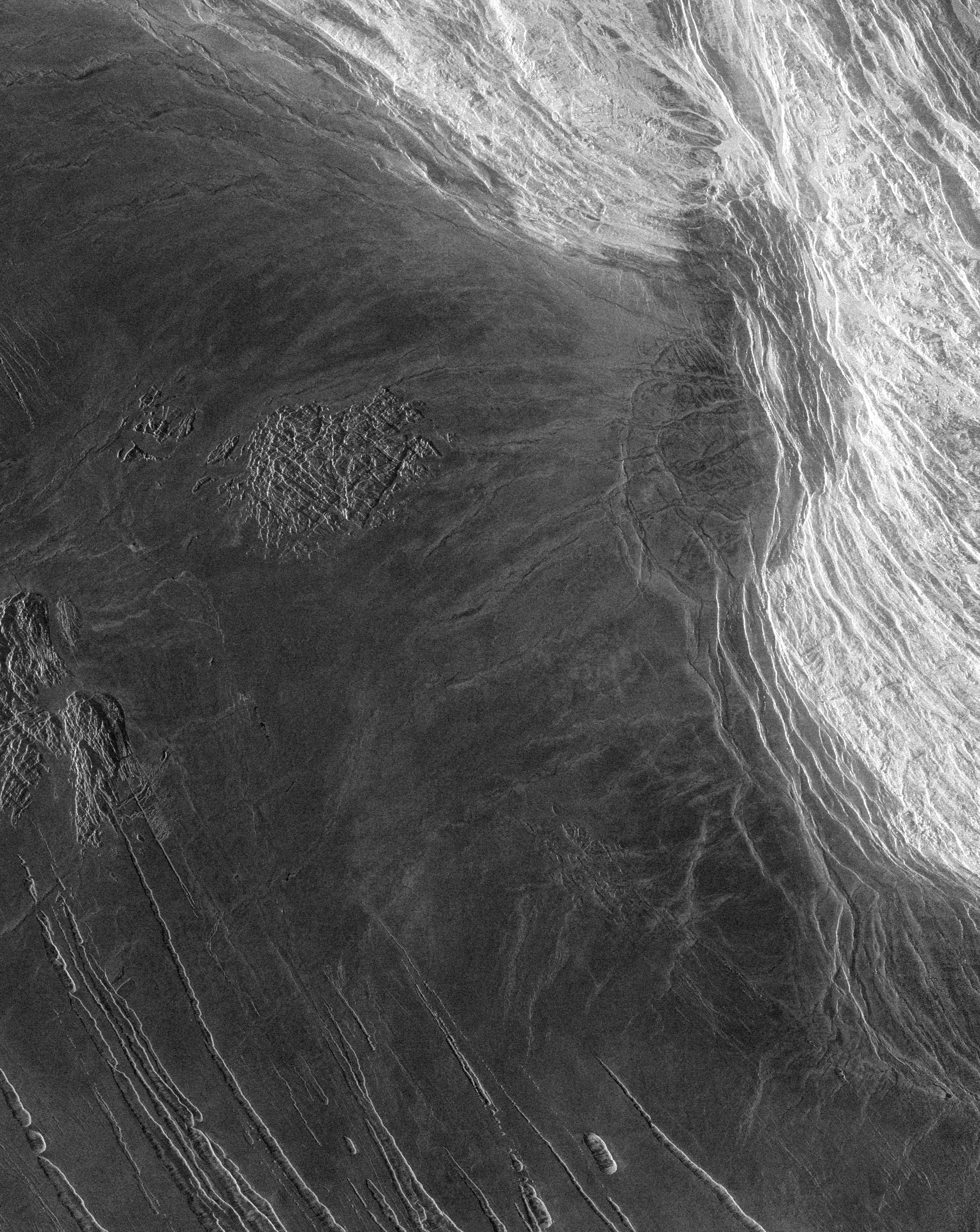
Lakshmi Planum (links) en Maxwell Montes (rechts). De hooglanden zijn bedekt met heldere "sneeuw", die 5 km boven de donkere lavastromen van de naburige vlakte uitsteekt (radarbeeld van de Magellan-ruimtesonde).

Venussneeuw is een verheldering van de radarreflectie van het oppervlak van de planeet Venus op grote hoogte. Deze "sneeuw" lijkt een mineraal condensaat te zijn van loodsulfide en bismutsulfide, neergeslagen uit de atmosfeer op hoogten boven de 2600 meter.
De aard van de "sneeuw" was aanvankelijk onbekend. In radarbeelden lijken gladde oppervlakken zoals lavavlakten over het algemeen donker, terwijl ruwe oppervlakken met veel inslagpuin helder lijken. De samenstelling van het gesteente verandert ook de radarreflectie: geleidend materiaal, of materiaal met een hoge diëlektrische constante, lijkt helderder. Het was daarom aanvankelijk moeilijk om te bepalen of de hooggelegen gebieden van Venus qua chemische samenstelling of textuur verschilden van de laaglanden. Mogelijke verklaringen waren losse grond, verschillende maten van verwering op grote en lage hoogte en chemische afzetting op grote hoogte. Het kon geen ijs zijn, dat niet kan bestaan in de extreem hete, droge omstandigheden van het Venusiaanse oppervlak.
Gegevens van de radarbeelden van de Pioneer Venus-orbiter suggereerden een verklaring in termen van chemische samenstelling. Er werd verondersteld dat het onderliggende gesteente ijzerpyriet of andere metalen bevatte die zeer reflecterend zouden zijn. Bij de hoge temperaturen op het oppervlak van Venus zouden deze mineralen geleidelijk verdampen. Snellere verwering op grote hoogte kan voortdurend nieuw materiaal blootleggen, waardoor de hooglanden helderder lijken dan de laaglanden. Radarwaarnemingen met hoge resolutie door de Magellan-ruimtesonde in 1995 begonnen de hypothese te bevorderen dat metaalverbindingen sublimeren op lagere, warmere hoogten en zich afzetten in hogere, koelere gebieden. Mogelijke metalen zijn onder meer tellurium, pyriet en andere metaalsulfiden.